# Queensland Rugby Union
La Queensland Rugby Union (QRU) est l’entité responsable du rugby à XV dans l’État australien du Queensland. À ce titre, elle est affiliée à la fédération australienne de rugby à XV, la Australian Rugby Union. Son siège est à Brisbane, la capitale de l’État. La QRU organise deux compétitions principales de club, la QLD Premier Rugby qui est ouverte à 12 clubs venant de tout l’État, et un championnat réservé aux clubs de Brisbane. La QRU est représentée par l’équipe des Queensland Reds dans le Australian Provincial Championship  et dans le Super 14.

## Histoire du rugby à XV dans le Queensland
Le rugby s’implante à Brisbane en 1878, grâce à un Anglais, Fred Lea, qui découvre que seul le football australien, ou footy, était alors pratiqué dans le Queensland. En 1880, il propose à deux clubs, Brisbane F.C. (fondé en 1867) et Wallaroo (fondé en 1878), d’essayer les règles du rugby. Pendant plusieurs années, les quatre clubs de Brisbane jouent avec les deux types de règles, mais le footy reste le favori. 
En 1882, le Queensland affronte pour la première fois une équipe de Nouvelle-Galles du Sud et s’incline 4-28. L’année suivante, les Sudistes vinrent défier les joueurs de Brisbane. Relevant le défi, Fred Lea mit sur pied une équipe et remporta une improbable victoire  (12-11) sur les Waratahs, pourtant rompus aux règles du rugby. Cette victoire fit beaucoup pour populariser le rugby, et le 2 novembre 1883, à Brisbane, fut fondée la Northern Rugby Football Union, dont la fonction était d’organiser le développement du rugby dans la colonie. Le nom était destiné à distinguer la nouvelle entité de la Southern Rugby Union de la Nouvelle-Galles du Sud.
Rapidement, les deux fédérations décidèrent d’organiser une rencontre annuelle entre leurs représentants, ce qui ancra le rugby dans l’esprit du public, tout comme la venue d’équipes britanniques et néo-zélandaises dès 1888. À cette date, le football australien commença à perdre de l’adhérence dans le Queensland, tandis que le rugby s’étendait aux villes moyennes et petites. Cela fut aussi favorisé par la décision de l’association des écoles du Queensland (Queensland Great Public Schools Association) d’adopter le rugby comme seul sport collectif pour ses élèves aux dépens du footy. Les compétitions intra-scolaires, lancées à cette époque, demeurent très populaires à l’époque actuelle.
En 1899, le Queensland bat l’équipe des Lions britanniques à l’occasion de leur première tournée en Australie (11-3).
En 1893, la Northern Rugby Union devint officiellement Queensland Rugby Union. Celle-ci avait présidé à la première compétition de clubs à Brisbane dès 1884, mais c’est la Hospital Cup, lancée en 1899, qui devint la plus prestigieuse. Le trophée qui récompensait son vainqueur est décerné depuis 1928 au champion de l’État.
En 1908, l’avènement du rugby à XIII dans le sud, porta un coup sévère au rugby du Queensland, un grand nombre de joueurs étant naturellement attirés par la perspective de devenir professionnels, alors que le rugby à XV demeurait attaché à l’éthique amateur. En réaction, en 1908, la QRU interdit à ses joueurs de se rendre à Sydney pour y jouer. La Queensland Rugby League fut alors créée. 
Le rugby à XV faillit disparaître avec la Première Guerre mondiale. Beaucoup d’hommes partirent pour le front, d’autres s’engagèrent avec des clubs de XIII, et les écoles intégrèrent le XIII dans leurs activités aux dépens du XV. En 191, la QRU fut purement et simplement dissoute.
Il fallut attendre dix ans pour qu’elle se reforme. En 1928, plusieurs clubs importants et les écoles revinrent au XV. Lentement, le rugby à XV se développa. En 1961, la Queensland Junior Rugby Union fut créée, et en 1963 la Country Rugby Union. En 1966, la QRU intégra des locaux à Ballymore, où elle se trouve toujours après un passage par Bowen Hills, dans la banlieue de Brisbane entre 1997-2004. 
La fédération du Queensland dénombre environ 50 000 joueurs et 200 clubs, tandis que plus de 230 écoles pratiquent le rugby à XV.

## Compétitions

### Australian Rugby Championship
En 2007, une nouvelle compétition professionnelle voit le jour, le Australian Rugby Championship, regroupant huit équipes de tout le pays. Le Queensland y a été représenté par deux équipes pendant sa seule saison d'existence.
- Les Ballymore Tornadoes (Brisbane)
- Les East Coast Aces (Gold Coast).

### QLD Premier Rugby
Le QLD Premier Rugby est le championnat d’élite des clubs de l’État. Chaque année, 10 clubs s’affrontent.
- Brothers Old Boys
- Easts
- Bond University Rugby Club
- GPS
- Norths/QUT
- Souths
- Sunnybank Rugby
- Sunshine Coast Stingrays
- University
- Wests

### Championnat de Brisbane
Brisbane, capitale et plus grand ville de l’État, abrite un très grand nombre de clubs qui s’affrontent dans diverses compétitions des plus jeunes aux séniors.